# أمادو سامب
أمادو سامب (بالفرنسية: Amadou Samb)‏ (22 أبريل 1988 في السنغال - ) هو لاعب كرة قدم سنغالي في مركز الهجوم. لعب مع كييفو فيرونا ونادي تيوتا دورس ونادي فلوريانا ونادي كريمونيسي ونادي مونزا وهيلاس فيرونا ونادي لوميتساني.

## روابط خارجية
- أمادو سامب على موقع قاعدة بيانات كرة القدم.إي يو (الإنجليزية)
- أمادو سامب على موقع Soccerway.com (الإنجليزية)
- أمادو سامب على موقع AS.com (الإسبانية)